# ديانا إيوينغ
ديانا إيوينغ (بالإنجليزية: Diana Ewing)‏ هي ممثلة أمريكية، ولدت في 4 يناير 1946 في هونولولو في الولايات المتحدة.

## وصلات خارجية
- ديانا إيوينغ على موقع IMDb (الإنجليزية)
- ديانا إيوينغ على موقع ألو سيني (الفرنسية)
- ديانا إيوينغ على موقع أول موفي (الإنجليزية)
- ديانا إيوينغ على موقع قاعدة بيانات الأفلام السويدية (السويدية)
- ديانا إيوينغ على موقع قاعدة بيانات الفيلم (الإنجليزية)
- ديانا إيوينغ على موقع كينوبويسك (الروسية)